# Nebitka
Nebitka (auch Nebetka) war der Name eines altägyptischen Beamten, der unter den Königen Den und Anedjib in der 1. Dynastie amtierte.
Die Erwähnung Nebitkas auf zahlreichen Gefäßen und Elfenbeinplaketten deutet darauf hin, dass er ein einflussreicher und erfolgreicher Fürst war. Im Grab des Den in Abydos sind zahlreiche Grabbeigaben mit Nebitkas Namen vorhanden. Eine besondere Leistung des Fürsten war die Beschaffung von Medizin für eine Prinzessin des Den.

## Grab
Die ihm zugeschriebene Mastaba (S3038) liegt in Sakkara und hat ungewöhnliche Ausmaße und Proportionen, weshalb sie in der Vergangenheit oft als Grab des Anedjib angesehen wurde. Anders als bisherige Mastabas, enthält sie einen auf drei Seiten gestuften Steinhügel, der als Vorläufer der Stufenpyramiden gilt. Dieser innere Hügel war von der üblichen Nischenmauer umgeben, die aufgefüllt wurde und somit den Stufenhügel vollständig verbarg. Vor- und Hauptkammer sowie Kornspeicherkammern waren in einer vier Meter tiefen Grube mit Lehmziegeln ausgemauert.